# Sukatani (Cilawu)
Sukatani is een bestuurslaag in het regentschap Garut van de provincie West-Java, Indonesië. Sukatani telt 7125 inwoners (volkstelling 2010).